# Fatiha Dziri Khodja
 (mars 2023).
Si vous disposez d'ouvrages ou d'articles de référence ou si vous connaissez des sites web de qualité traitant du thème abordé ici, merci de compléter l'article en donnant les références utiles à sa vérifiabilité et en les liant à la section « Notes et références ».
Fatiha Dziri née Khodja (arabe : دزيري فتيحة خوجة), est  née le 25 février 1925 à Belcourt en Algérie, était une militante au sein du Front de Libération Nationale et la sœur de Ali Khodja.

## Biographie

### Jeunesse et famille
Fatiha Dziri est née Khodja et était la sœur d'Ali Khodja. Elle était également l'épouse d'Abdelkrim Dziri, un commerçant du quartier Flissa fort l’empereur à El Biar.

### Engagement politique et hommage
Fatiha Dziri était membre du Front de Libération Nationale (FLN) aux côtés de son mari, qui était responsable local du réseau de recrutement et de logistique de l'organisation.
Pendant la guerre d'indépendance algérienne, les époux Dziri ont décidé de rejoindre le maquis de la Wilaya IV après avoir découvert le réseau d'Alger. 

Fatiha Dziri et son mari sont tombés au champ d'honneur lors d'un accrochage dans le maquis de Tablat Zone 2 de la Wilaya IV, laissant deux enfants en bas âge. En hommage à leur sacrifice, deux rues à El Biar portent les noms respectifs des époux Dziri.

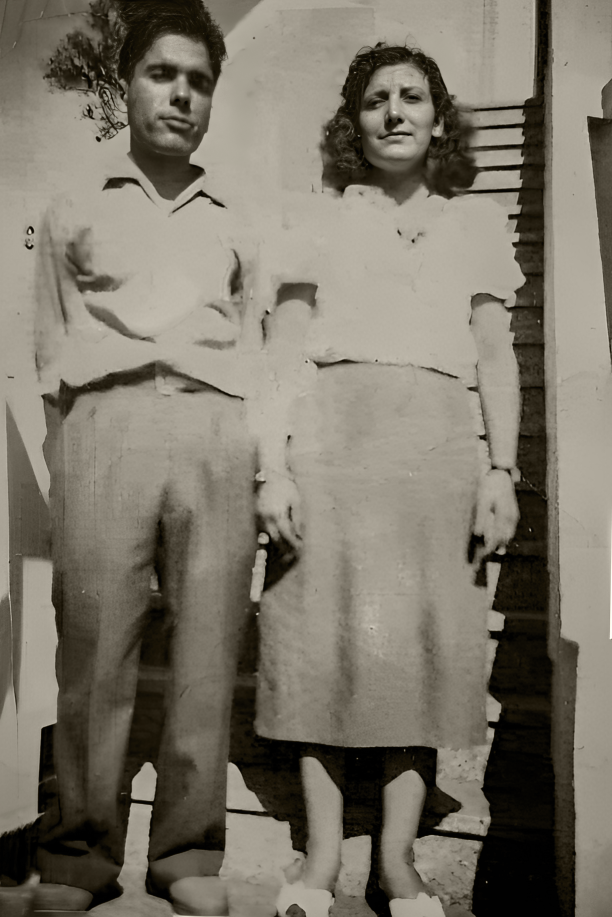
Fatiha aves son frère Ali Khodja.
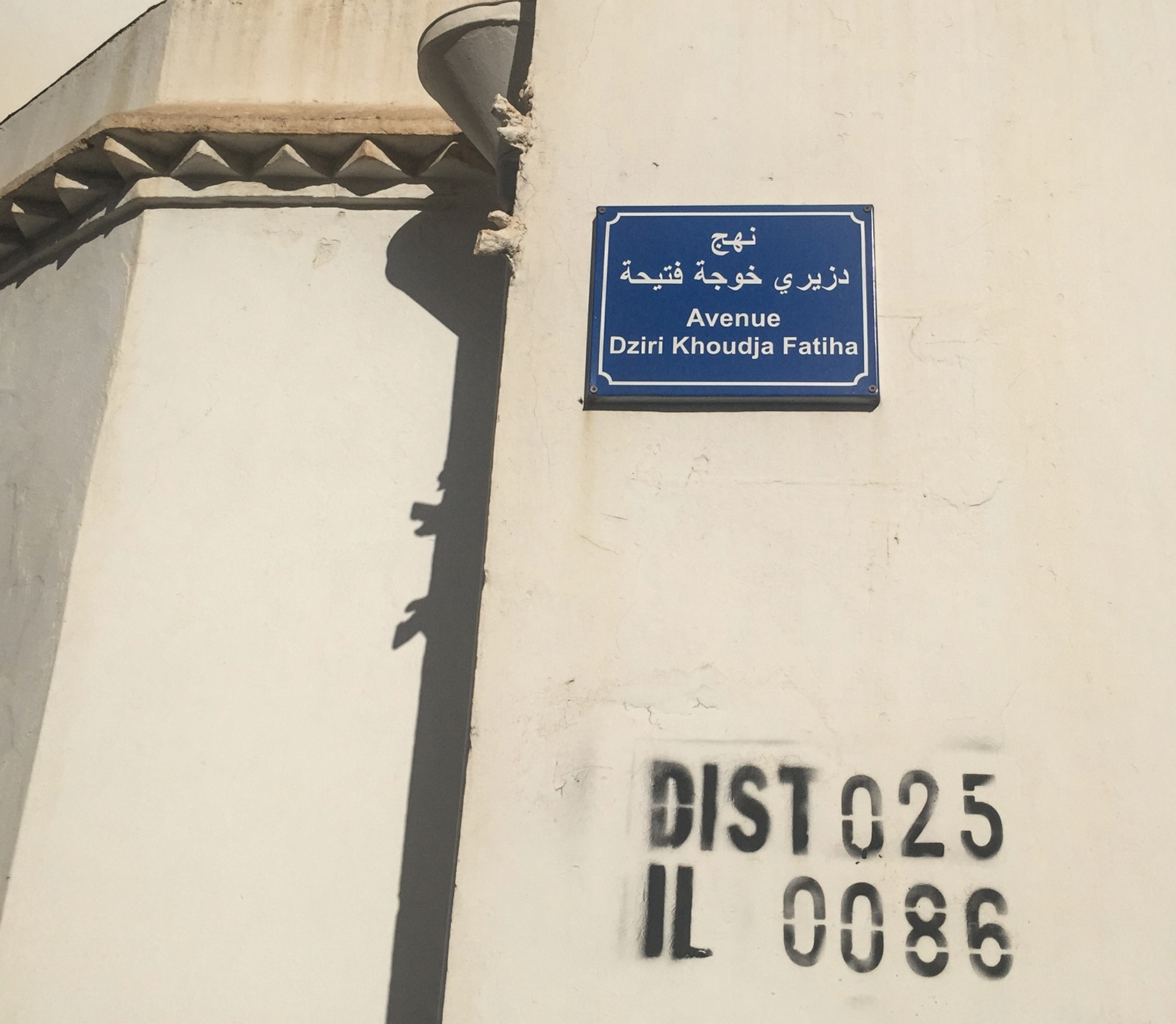
L'avenue Dziri Khoudja Fatiha à El Biar, Alger[1].
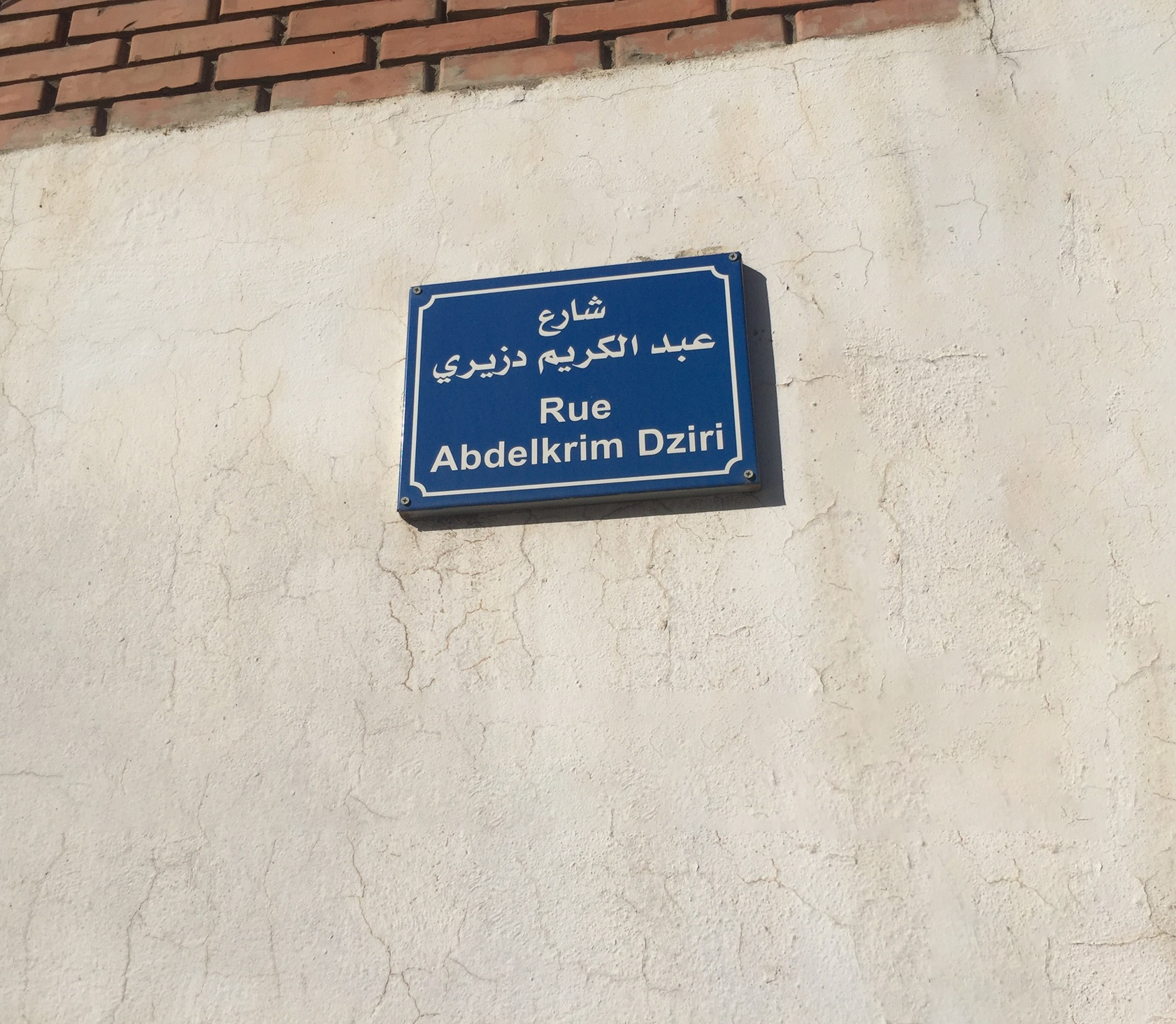
La rue Abdelkrim Dziri à El Biar, Alger[2].